# Craigs Lower

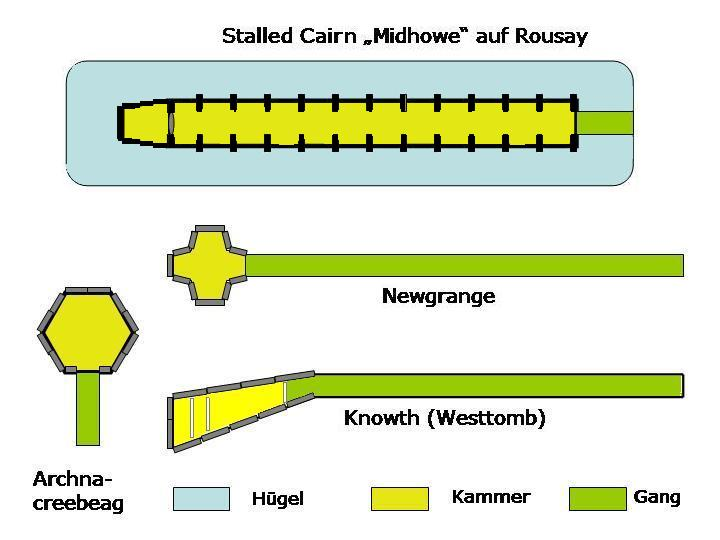
Schema der Passage Tombs

Das Passage Tomb von Craigs Lower liegt an der Westseite der Mullan Road südöstlich von Finvoy im Townland Craigs (irisch Na Creaga) im County Antrim in Nordirland. Die Megalithanlage liegt in einem Feld ein paar Meter von der Straße.
Das ganglose Passage Tomb von Craigs besteht aus der 1,7 m hohen Kammer und den Spuren eines abgetragenen Rundhügels. Es gibt Kerben in den sieben Tragsteinen und im Deckstein, so dass die Steine ineinander greifen. Der Deckstein wurde in den 1970er Jahren von einem Blitz getroffen und in den 1890er Jahren repariert. Die nördlichen Tragsteine sind gekrümmt, was ihnen das Aussehen von Fingern verleiht, die den Deckstein halten. Craigs Lower wurde in der Mitte des 19. Jahrhunderts ausgegraben.
In der Nähe liegt the Broad Stone.
Es wird als „passage-less“ Passage Tomb (dt. gangloses Ganggrab) eingestuft, da es keinen Gang hat. In dieser Hinsicht ist es den Anlagen von Moneydig im County Londonderry und den Craigs und Lemnagh Beg, alle im County Antrim, ähnlich. Der Dolmen von Ballylumford könnte eine weitere Anlage dieser Art sein, die auf dem Kontinent ebenfalls nachgewiesen sind.